# Dunaieț, Jîdaciv
Dunaieț (în ucraineană Дунаєць) este un sat în comuna Oblaznîțea din raionul Jîdaciv, regiunea Liov, Ucraina.

## Demografie
Componența lingvistică a localității Dunaieț
     Ucraineană (100%)
Conform recensământului din 2001, toată populația localității Dunaieț era vorbitoare de ucraineană (100%).